# Communauté de communes du Crestois et du pays de Saillans
La communauté de communes du Crestois et du pays de Saillans - Cœur de Drôme est une structure intercommunale française située dans le département de la Drôme, en région Auvergne-Rhône-Alpes.

## Histoire
La communauté de communes du Crestois et du pays de Saillans (CCCPS) est née en 2014 de la fusion de la communauté de communes du Crestois et de la communauté de communes du pays de Saillans, ainsi que du rattachement de la commune isolée de Crest.
Ce rattachement était conforme au projet de schéma départemental de coopération intercommunale adopté en 2011. Toutefois, deux amendements ont été proposés mais rejetés (rattachement de Saint-Benoit-en-Diois à la communauté de communes du Diois et de Crest et de la communauté de communes du Crestois à celle du Val de Drôme).
La loi no 2015-991 du 7 août 2015 portant nouvelle organisation territoriale de la République, dite loi NOTRe, et notamment son article 33, impose aux établissements publics de coopération intercommunale à fiscalité propre (EPCI-FP) un seuil de population de 15 000 habitants, pouvant être abaissé à 5 000 habitants pour les projets concernés, avec des dérogations possibles.
La CCCPS ne remplit pas les deux critères de densité démographique (62,2 hab./km2 en 2012). Toutefois, les quinze communes sont classées en zone de montagne et, cas unique dans le département, le projet inclut la totalité d'un EPCI-FP de plus de 12 000 habitants issu d'une fusion intervenue entre le 1er janvier 2012 et la publication de la loi NOTRe (14 585 habitants en 2012).
Il n'a pas été proposé de modifier le périmètre,.

## Territoire communautaire

### Géographie
La communauté de communes est située au centre du département de la Drôme.

### Composition
La communauté de communes est composée des 15 communes suivantes :

| Nom                    | Code Insee | Gentilé           | Superficie (km2) | Population (dernière pop. légale) | Densité (hab./km2) |
| ---------------------- | ---------- | ----------------- | ---------------- | --------------------------------- | ------------------ |
| Aouste-sur-Sye (siège) | 26011      | Aoustois          | 17,98            | 2 696 (2022)                      | 150                |
| Aubenasson             | 26015      | Aubenassonnais    | 6,69             | 76 (2022)                         | 11                 |
| Aurel                  | 26019      | Auréliens         | 26,26            | 262 (2022)                        | 10                 |
| Chastel-Arnaud         | 26080      | Chastelois        | 12,65            | 48 (2022)                         | 3,8                |
| La Chaudière           | 26090      | Chaudièrois       | 12,17            | 31 (2022)                         | 2,5                |
| Crest                  | 26108      | Crestois          | 23,38            | 8 712 (2022)                      | 373                |
| Espenel                | 26122      | Espenélois        | 15,06            | 189 (2022)                        | 13                 |
| Mirabel-et-Blacons     | 26183      | Blaconnais        | 17,48            | 1 202 (2022)                      | 69                 |
| Piégros-la-Clastre     | 26234      | Clastrois         | 24,76            | 883 (2022)                        | 36                 |
| Rimon-et-Savel         | 26266      | Rimondiers        | 12,31            | 22 (2022)                         | 1,8                |
| Saillans               | 26289      | Saillanais        | 36,15            | 1 421 (2022)                      | 39                 |
| Saint-Benoit-en-Diois  | 26296      | Saint-Bénédictins | 11,17            | 34 (2022)                         | 3                  |
| Saint-Sauveur-en-Diois | 26328      | Salvatoriens      | 6,95             | 54 (2022)                         | 7,8                |
| Vercheny               | 26368      | Verchenois        | 11,19            | 450 (2022)                        | 40                 |
| Véronne                | 26371      | Véronnois         | 21,31            | 38 (2022)                         | 1,8                |

### Démographie
| 1968   | 1975   | 1982   | 1990   | 1999   | 2009   | 2014   | 2020   |
| ------ | ------ | ------ | ------ | ------ | ------ | ------ | ------ |
| 11 414 | 11 965 | 12 242 | 12 594 | 13 146 | 14 125 | 14 830 | 15 961 |

## Administration

### Siège
Le siège de la communauté de communes est situé à Aouste-sur-Sye.

### Les élus
La communauté de communes est gérée par un conseil communautaire composé de 34 membres représentant chacune des communes membres et élus pour une durée de six ans.
Ils sont répartis comme suit :
| Nombre de délégués | Seuils de population                                                    |
| ------------------ | ----------------------------------------------------------------------- |
| 11                 | communes dont la population est supérieure à 5 001 habitants            |
| 4                  | communes dont la population est comprise entre 2 001 et 5 000 habitants |
| 3                  | communes dont la population est comprise entre 751 et 2 000 habitants   |
| 1                  | communes dont la population est comprise entre 1 et 750 habitants       |

À compter des élections municipales de mars 2020, le conseil communautaire sera composé de 39 membres, dont la répartition est la suivante :
| Nombre de délégués | Communes                     |
| ------------------ | ---------------------------- |
| 19                 | Crest                        |
| 5                  | Aouste-sur-Sye               |
| 2                  | Mirabel-et-Blacons, Saillans |
| 1 (+ 1 suppléant)  | Autres communes              |

### Présidence
| Période                                  | Période  | Identité      | Étiquette | Qualité                     |
| ---------------------------------------- | -------- | ------------- | --------- | --------------------------- |
| 2014                                     | 2020     | Gilles Magnon | DVG       | Maire de Piégros-la-Clastre |
| 2020                                     | En cours | Denis Benoit  | DVG       | Maire d'Aouste-sur-Sye      |
| Les données manquantes sont à compléter. |          |               |           |                             |

Le conseil communautaire du 15 juillet 2020 a élu son président, Denis Benoit (maire DVG d'Aouste-sur-Sye), et désigné ses huit vice-présidents qui sont :
| No | Identité                | Qualité                        | Chargé de |
| -- | ----------------------- | ------------------------------ | --------- |
| 1  | Hervé Mariton           | Maire de Crest                 |           |
| 2  | François Brocard        | Maire de Saillans              |           |
| 3  | Gilles Magnon           | Maire de Piégros-la-Clastre    |           |
| 4  | Muriel Lorenzetti       | Élue de Mirabel-et-Blacons     |           |
| 5  | René-Pierre Halter      | Élu de Crest                   |           |
| 6  | Jean-Louis Baudouin     | Maire de Saint-Benoit-en-Diois |           |
| 7  | Philippe Huyghe         | Élu d'Aouste-sur-Sye           |           |
| 8  | Hélène Pelaez-Bachelier | Élue de Véronne                |           |

### Compétences
L'intercommunalité exerce des compétences qui lui sont déléguées par les communes membres.
Ces compétences sont les suivantes :
- développement économique : création, aménagement, entretien et gestion de zones d'activités économiques, actions de développement économique, immobilier d'entreprise et opération rurale collective ;
- aménagement de l'espace : schéma de cohérence territoriale, charte de développement et d'aménagement, création d'une zone d'aménagement concerté ;
- protection et mise en valeur de l'environnement : gestion de la rivière Drôme et de ses affluents, collecte et transfert des déchets ménagers et assimilés à un syndicat spécialisé ;
- politique du logement et du cadre de vie : programme local de l'habitat, opération programmée d'amélioration de l'habitat ;
- développement et aménagement social et culturel : construction ou aménagement, entretien et gestion d'équipements ou d'établissements culturels, socio-culturels, socio-éducatifs et sportifs ;
- action sociale ;
- enfance et jeunesse.

### Régime fiscal et budget
La communauté de communes applique la fiscalité professionnelle unique.